# Capitólio Estadual da Dakota do Norte
O Capitólio Estadual da Dakota do Norte (em inglês:  North Dakota State Capitol) é a sede do governo do estado da Dakota do Norte. Localizado na capital Bismarck, foi construído entre 1932 e 1934 e situa-se na 600 East Boulevard Avenue. Em estilo Art déco, possui 21 andares e quase 74 metros de altura.